# Alpine Electronics
Alpine Electronics är ett japanskt elektronikföretag som utvecklar och tillverkar multimediaenheter till fordon. De är mest kända för sina ljudsystem till bilar. De har samarbete med en mängd olika bilföretag och originalmonterar bilens multimediasystem, till exempel Jaguar och BMW.